# Ахмади (мухафаза)
Ахмади е мухафаза в Кувейт с площ 5120 кв. км и население от 1 027 700 жители (по приблизителна оценка от декември 2018 г.). Административен център е град Ахмади.